# Calipatria
Calipatria és una població dels Estats Units a l'estat de Califòrnia. Segons el cens del 2000 tenia 7.289 habitants.

## Demografia
Segons el cens del 2000, Calipatria tenia 7.289 habitants, 899 habitatges, i 756 famílies. La densitat de població era de 758,6 habitants/km².
Dels 899 habitatges en un 50,4% hi vivien nens de menys de 18 anys, en un 61,2% hi vivien parelles casades, en un 17,6% dones solteres, i en un 15,8% no eren unitats familiars. En el 14,1% dels habitatges hi vivien persones soles el 5,6% de les quals corresponia a persones de 65 anys o més que vivien soles. El nombre mitjà de persones vivint en cada habitatge era de 3,55 i el nombre mitjà de persones que vivien en cada família era de 3,9.
Per edats la població es repartia de la següent manera: un 16,3% tenia menys de 18 anys, un 12,3% entre 18 i 24, un 52,6% entre 25 i 44, un 15% de 45 a 60 i un 3,8% 65 anys o més.
L'edat mitjana era de 33 anys. Per cada 100 dones de 18 o més anys hi havia 497,5 homes.
La renda mitjana per habitatge era de 30.962 $ i la renda mitjana per família de 31.302 $. Els homes tenien una renda mitjana de 31.350 $ mentre que les dones 20.063 $. La renda per capita de la població era de 13.970 $. Entorn del 20,4% de les famílies i el 24,2% de la població estaven per davall del llindar de pobresa.

## Poblacions més properes
El següent diagrama mostra les poblacions més properes.